# Route nationale 73 (Estonie)
Pour les articles homonymes, voir Route nationale 73.
La route nationale 73 (Tugimaantee 73) est une route nationale estonienne reliant Tõrva à Pikasilla. Elle mesure 12 km.

## Tracé
- Comté de Valga
  - Tõrva
  - Jõgeveste
  - Rulli (en)
  - Uralaane (en)
  - Liva (en)
  - Pikasilla